# Axinus cascadiensis
Axinus cascadiensis is een tweekleppigensoort uit de familie van de Thyasiridae. De wetenschappelijke naam van de soort is voor het eerst geldig gepubliceerd in 2007 door Oliver & Holmes.